# Bielefeld-Mitte

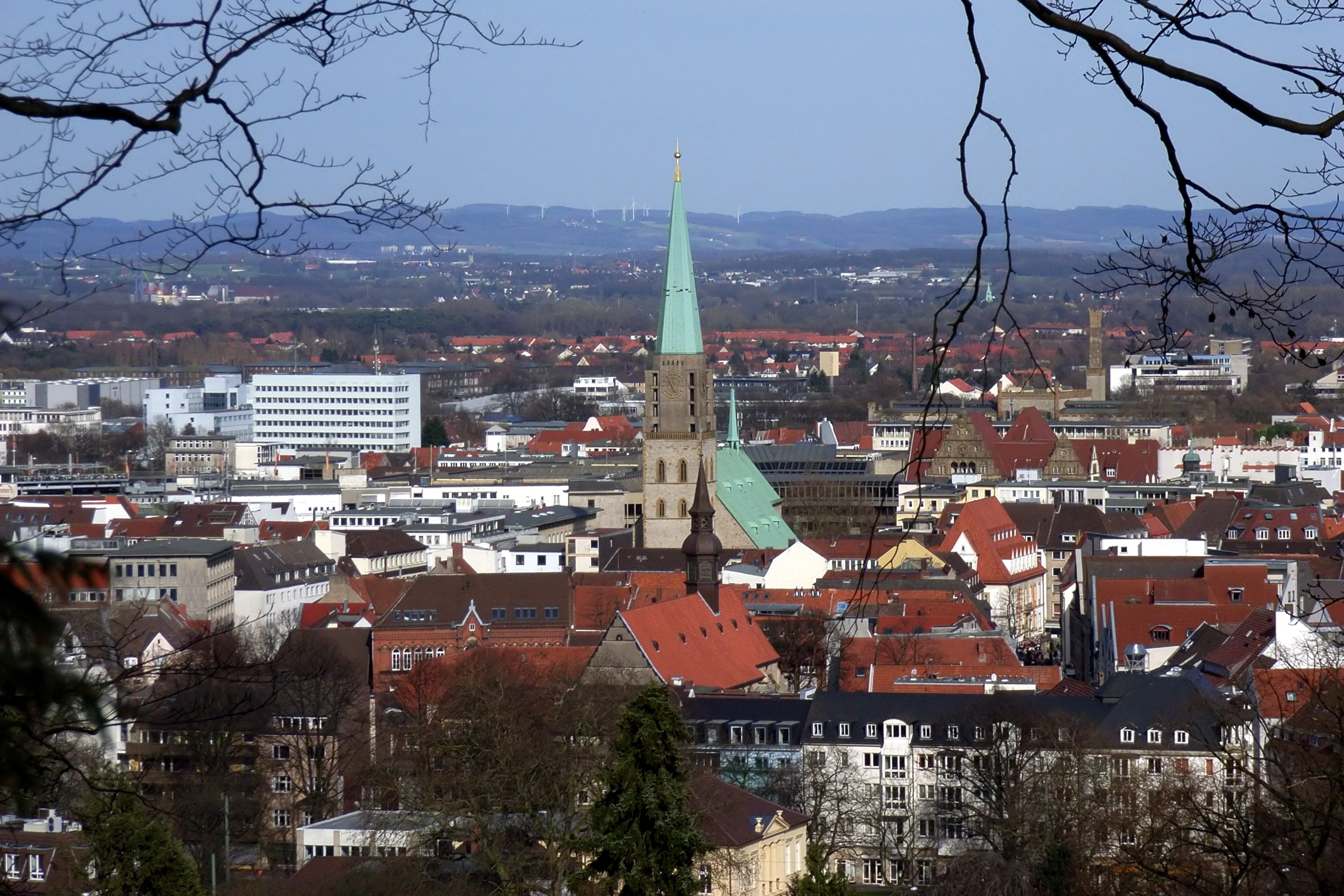
Blick vom Johannisberg

Der Stadtbezirk Mitte (ⓘ) ist der zentrale Stadtbezirk der kreisfreien Stadt Bielefeld in Nordrhein-Westfalen. Mit mehr als 80.000 Einwohnern ist er auch der bevölkerungsreichste Stadtbezirk von Bielefeld.

## Geografie
Der Bielefelder Stadtbezirk Mitte liegt an der Nordostseite des Teutoburger Waldes im Ravensberger Hügelland vor dem nördlichen Ausgang des Bielefelder Passes. Der Teutoburger Wald nimmt am südwestlichen Rand des Stadtbezirks Höhen bis etwa 200 m an. Es gibt keinen größeren Fluss im Stadtbezirk; einige Bäche wie Lutterbach, Baderbach, Mühlenbach, Finkenbach und Wellbach entwässern das Gebiet dem natürlichen Gefälle folgend in nordöstlicher Richtung zur Weser hin.

### Ausdehnung des Gebiets des Stadtbezirks
Die Nord-Süd-Ausdehnung und die West-Ost-Ausdehnung des Stadtbezirks betragen je knappe sechs Kilometer bei einer Fläche von 18,53 Quadratkilometern. Das Rathaus liegt auf einer Höhe von 113 m ü. NN.

### Nachbarbezirke
An einem Punkt im äußersten Westen grenzt der Stadtbezirk Mitte an den Stadtbezirk Dornberg, im Westen und Norden an den Stadtbezirk Schildesche sowie im Osten an den Stadtbezirk Heepen. Den Süden begrenzen die Stadtbezirke Stieghorst und Gadderbaum, wo einzelne Einrichtungen der v. Bodelschwinghschen Stiftungen Bethel unmittelbar hinter der Stadtbezirksgrenze liegen.

### Stadtbezirksgliederung
Der historische Stadtkern Bielefelds bestand im Mittelalter aus zwei getrennten Städten, die je einen eigenen Rat und Bürgermeister besaßen. Das ursprüngliche Siedlungszentrum war die Altstadt um Obern- und Niedernstraße. Ab dem 13. Jahrhundert entstand zwischen der Altstadt und der neu entstehenden Sparrenburg die Neustadt. 1520 wurden beide zu einer Stadt vereinigt. Heute wird umgangssprachlich das gesamte hufeisenförmige Gebiet der historischen Alt- und Neustadt als Altstadt bezeichnet.
Die Bielefelder Altstadt bildet mit den angrenzenden Gebieten rund um das Rathaus, den Jahnplatz, den Kesselbrink und die Bahnhofstraße das Stadtzentrum. Das Stadtzentrum ist das bevorzugte Einkaufsviertel Bielefelds und Sitz zahlreicher Einrichtungen von gesamtstädtischer Bedeutung.
Südöstlich des Zentrums schließt sich am Nordhang des Teutoburger Waldes südlich der Detmolder Straße das Komponistenviertel an, das mit seinen vielen Villen zu den besseren Wohnlagen der Stadt zählt. Nördlich der Detmolder Straße liegt das dicht bebaute Dürkoppviertel, welches direkt östlich an die Altstadt angrenzt und sich vor allem durch seine engen Straßen und seine zahlreichen, eng aneinander gebauten, farbenfrohen Altbauten und die die Straßen überspannenden steinernen Dürkoppbögen, welche die Gebäude auf beiden Straßenseiten miteinander verbinden, auszeichnet. Das südöstliche Randgebiet des Stadtbezirks rund um die Stauteiche und die Oelmühlenstraße sowie die Walkenmühle gehörte bis 1930 zur Gemeinde Sieker und wird auch heute noch so genannt.
Das ausgedehnte Wohngebiet zwischen der Heeper Straße und der Eckendorfer Straße im Nordosten des Stadtbezirks ist ein traditionelles Arbeiterviertel, das im Volksmund auch V. Kanton genannt wird. Das Wohngebiet zwischen der Herforder Straße im Westen und Norden, der Walter-Rathenau-Straße im Osten sowie der Friedrich-Ebert-Straße und Werner-Bock-Straße im Süden wird Ostmannturmviertel genannt. Beiderseits der Herforder Straße und der Eisenbahn im Norden des Bezirks liegen ausgedehnte Industrie- und Gewerbegebiete, an die sich nordwestlich des Hauptbahnhofs mit dem Kamphofviertel ein weiteres traditionelles Arbeiterviertel anschließt. Im Westen der Innenstadt liegt zwischen der Jöllenbecker Straße und der Wertherstraße ein großes Altbaugebiet, das aufgrund seiner Lage und Struktur insbesondere für Universitätsangehörige ein attraktives Wohngebiet darstellt. Mittelpunkt dieses Viertels, auch Bielefelder Westen genannt, ist der Siegfriedplatz.
Südlich der Wertherstraße schließt ein bevorzugtes Wohngebiet mit gründerzeitlichen Villen an, dass sich bis über den Nordhang des Teutoburger Waldes erstreckt.
Der Bielefelder Stadtbezirk Mitte ist nicht in amtliche Ortsteile gegliedert. Eine Übersicht über die Bevölkerungsverteilung geben die Einwohnerzahlen der Statistischen Bezirke, in die der Stadtbezirk Mitte eingeteilt ist:
| Statistischer Bezirk           | Einwohner (31.12.2024) |
| ------------------------------ | ---------------------- |
| 001 Alt- und Neustadt          | 2.795                  |
| 002 Kesselbrink                | 2.847                  |
| 003 Pauluskirche               | 4.482                  |
| 004 Dürkopp                    | 2.778                  |
| 005 Landgericht                | 3.417                  |
| 006 Siegfriedplatz/Upmannstift | 11.324                 |
| 007 Nordpark                   | 4.003                  |
| 008 Stadtwerke                 | 2.993                  |
| 009 Güterbahnhof-Ost           | 2.553                  |
| 010 Hammer-Mühle               | 11.130                 |
| 011 Königsbrügge               | 8.620                  |
| 012 Brands Busch               | 2.743                  |
| 013 Stauteiche/Großmarkt       | 4.689                  |
| 014 Heeper Fichten             | 10.681                 |
| 015 Fuhrpark/Kammeratsheide    | 3.147                  |
| 016 Bauerschaft Schildesche    | 2.076                  |

## Geschichte
Im Rahmen der kommunalen Neugliederung des Raums Bielefeld und der damit verbundenen Vergrößerung der Stadt Bielefeld wurden 1973 in Bielefeld Stadtbezirke eingerichtet. Dabei wurde aus den innerstädtischen Teilen der alten Stadt Bielefeld auch der Stadtbezirk Mitte gebildet.
Der Stadtbezirk Mitte besitzt kein eigenes Bezirksamt. Die bezirklichen Verwaltungsaufgaben und Dienstleistungen werden von der Stadtverwaltung Bielefeld im Neuen Rathaus wahrgenommen.

## Religionen

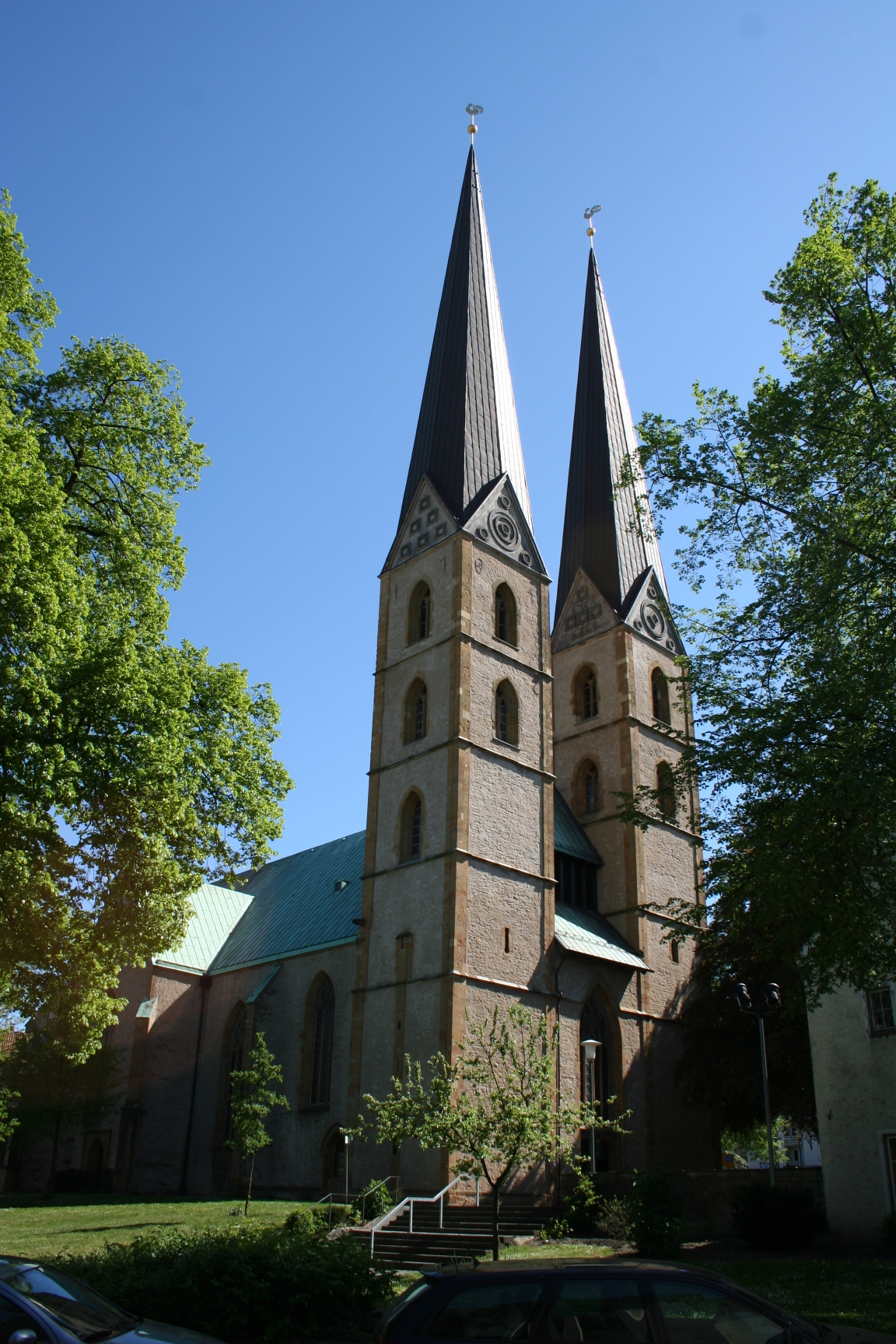
Neustädter Marienkirche

Im Stadtbezirk Mitte haben sowohl die Evangelische Kirche von Westfalen, die evangelische Landeskirche, als auch der zu dieser gehörige Kirchenkreis Bielefeld ihren Sitz. Präses der Landeskirche ist Annette Kurschuss, die seit 2021 auch Ratsvorsitze der EKD-Synode ist. Die Landeskirche umfasst das Gebiet der vormaligen preußischen Provinz Westfalen und der Kirchenkreis das Bielefelder Stadtgebiet mit Ausnahme der Stadtbezirke Brackwede, Senne und Sennestadt.
Im Stadtbezirk Mitte gibt es heute neun Kirchengemeinden dieses Kirchenkreises:
- Ev. Altstädter Nicolaikirchengemeinde
- Ev.-Luth. Apostel-Kirchengemeinde
- Ev.-Luth. Jakobus-Kirchengemeinde
- Ev.-Luth. Lydia-Kirchengemeinde (2004 aus Erlöser- und Johannis-Gemeinde fusioniert)
- Ev. Markus-Kirchengemeinde (2002 aus Luther- und Markus-Gemeinde fusioniert)
- Ev.-Luth. Neustädter Marien-Kirchengemeinde
- Ev.-luth. Paulus-Kirchengemeinde
- Ev. Petri-Kirchengemeinde
- Ev.-Reformierte Kirchengemeinde (Süsterkirche)

Seit dem 1. Mai 2005 ist die ehemalige Paul-Gerhardt-Kirchengemeinde wieder Teil der Neustädter Marienkirchengemeinde, aus der sie 1958 hervorgegangen war.
Auch die Römisch-katholische Kirche hat im Stadtbezirk wichtige Verwaltungseinrichtungen konzentriert.
Im Winfriedhaus nahe dem Kesselbrink hat der Gemeindeverband Minden-Ravensberg-Lippe des Erzbistums Paderborn seinen Sitz, der zusätzlich noch die Kreise Herford, Minden-Lübbecke und Lippe umfasst. Das Dekanat Bielefeld-Lippe hat seinen Sitz seit 2009 im ehemaligen Klostergebäude neben der katholischen Sankt-Jodokus-Kirche am Klosterplatz. Im Stadtbezirk Mitte gehören zum Dekanat vier Kirchengemeinden:
- die Kirchengemeinde Sankt Joseph Bielefeld,
- Sankt Jodokus Bielefeld,
- die Liebfrauengemeinde Bielefeld und
- die Kath. Pfarrei Sankt Meinolf.

Daneben gibt es auch noch verschiedene Freikirchen, darunter eine Mennonitengemeinde. Für die Mitglieder der Neuapostolischen Kirche im Stadtbezirk gibt es die Gemeinden Mitte und Kammerratsheide.
Nach langen Jahren in einem Gebäude an der Bismarckstraße hat die jüdische Kultusgemeinde seit September 2008 mit der Synagoge Beit Tikwa eine neue Heimat an der Detmolder Straße gefunden.

## Politik

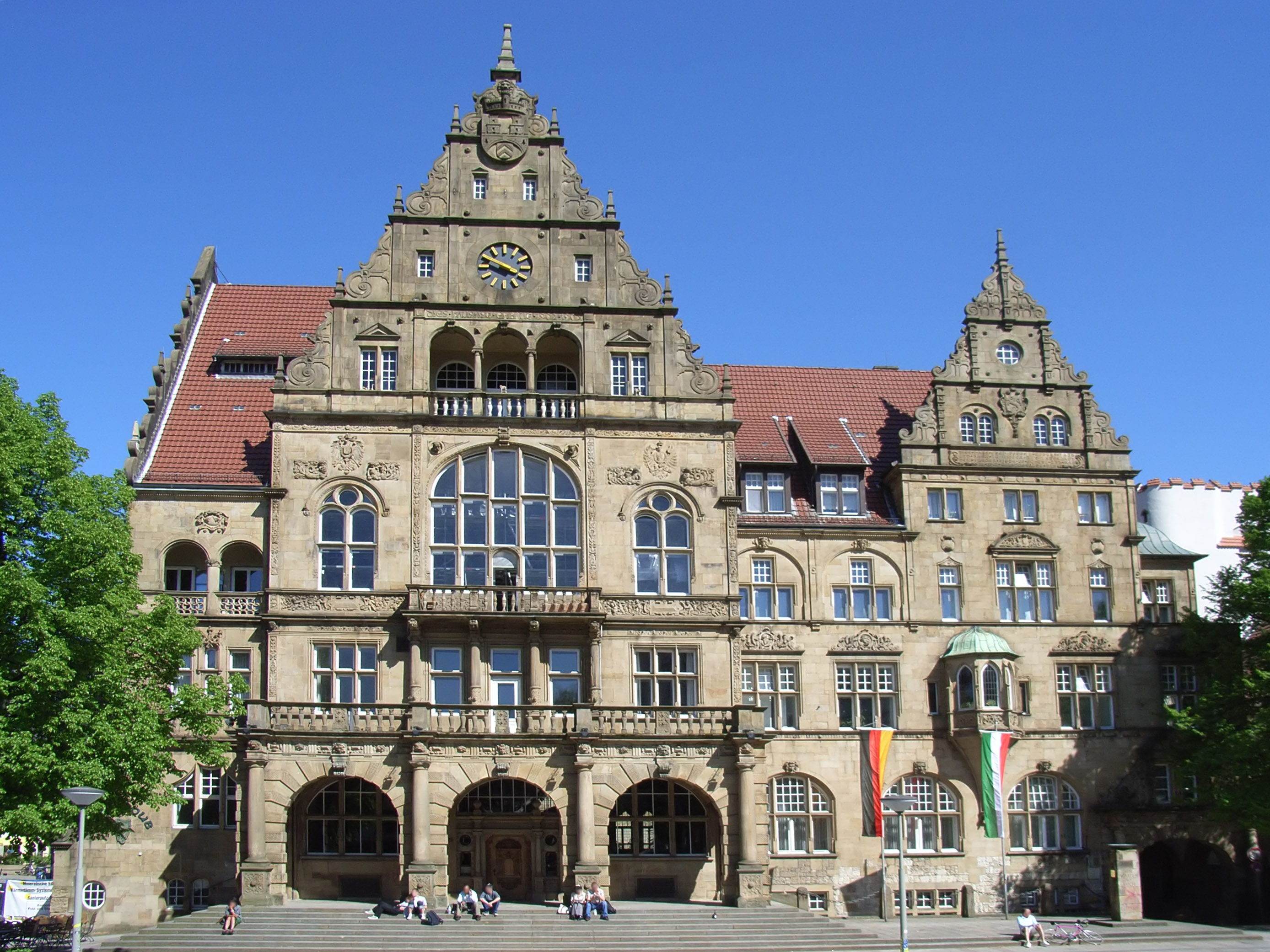
Altes Rathaus

Seit der Kommunalwahl 2020 setzt sich die Bezirksvertretung Bielefeld-Mitte wie folgt zusammen:
| Sitzverteilung in der Bezirksvertretung Bielefeld-Mitte 2020Insgesamt 19 Sitze - Grüne: 6 - SPD: 4 - CDU: 4 - Linke: 2 - FDP: 1 - PARTEI: 1 - AfD: 1 Bezirksvertretungswahl 2020in Prozent %403020100 32,121,417,910,55,84,02,75,7 GrüneSPDCDULinkeFDPPARTEIAfDSonst.hGewinne und Verlusteim Vergleich zu 2014 %p 8 6 4 2 0 −2 −4 −6 −8+7,8−7,9−2,3−0,9+3,0+4,0+2,7−6,3GrüneSPDCDULinkeFDPPARTEIAfDSonst.Anmerkungen:h darunter u. a. BfB 1,3 % (−5,9 %) |

## Wappen
Der Bielefelder Stadtbezirk Mitte führt kein eigenes Wappen.

## Kultur und Sehenswürdigkeiten

### Museen

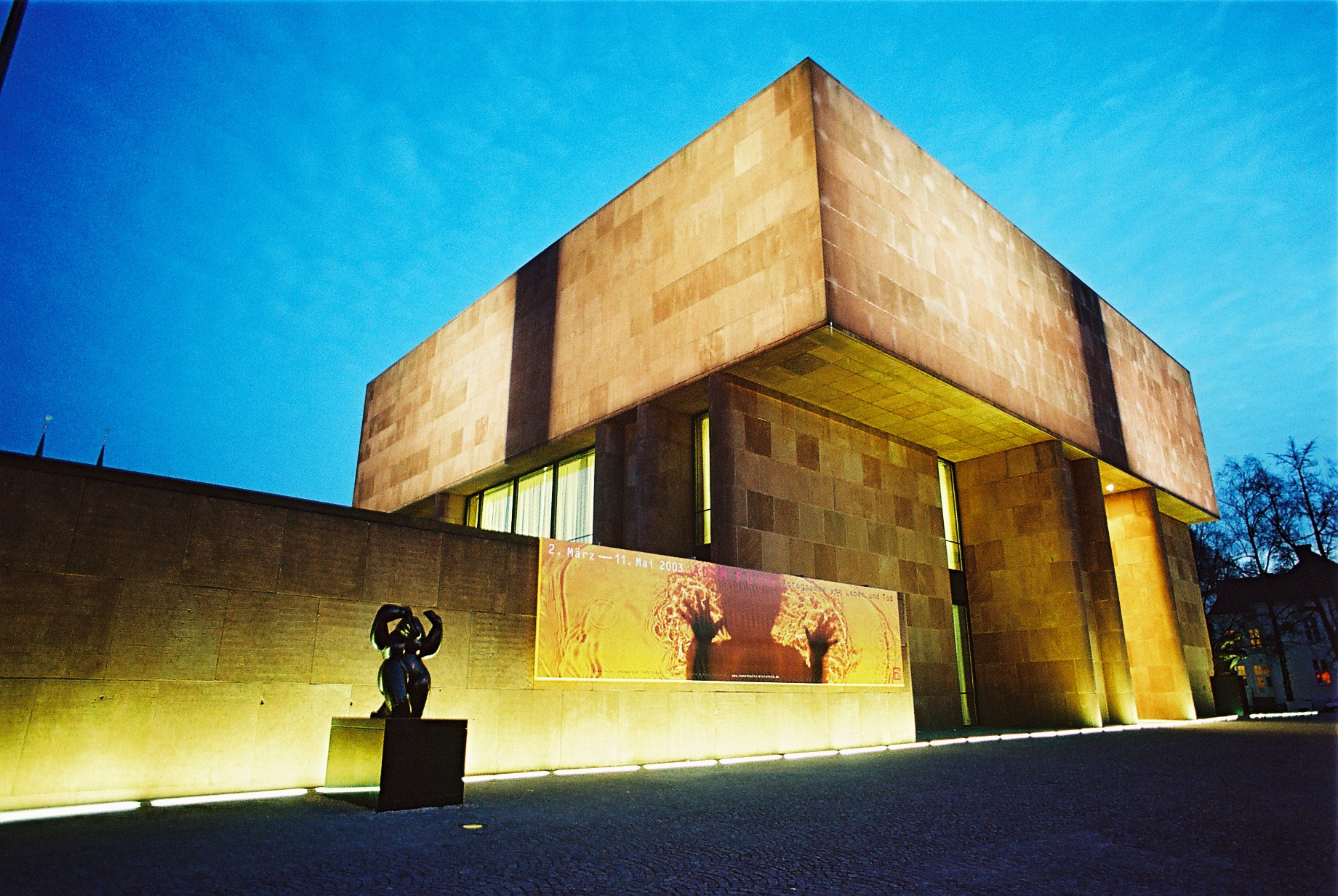
Kunsthalle Bielefeld

Zu den wichtigsten Museen im Stadtbezirk gehören die Kunsthalle, das Kunstforum Hermann Stenner, das Museum Hülsmann, das Historische Museum, das Naturkundemuseum (Namu), das Museum Wäschefabrik und das Feuerwehrmuseum in der Hauptfeuerwache am Stadtholz. Zeitgenössische Kunst zeigt der Kunstverein Bielefeld in seinem Museum Waldhof. Das Deutsche Fächermuseum zeigt Fächer sowie entsprechende Accessoires und beherbergt eine Fachbibliothek.

### Bauwerke

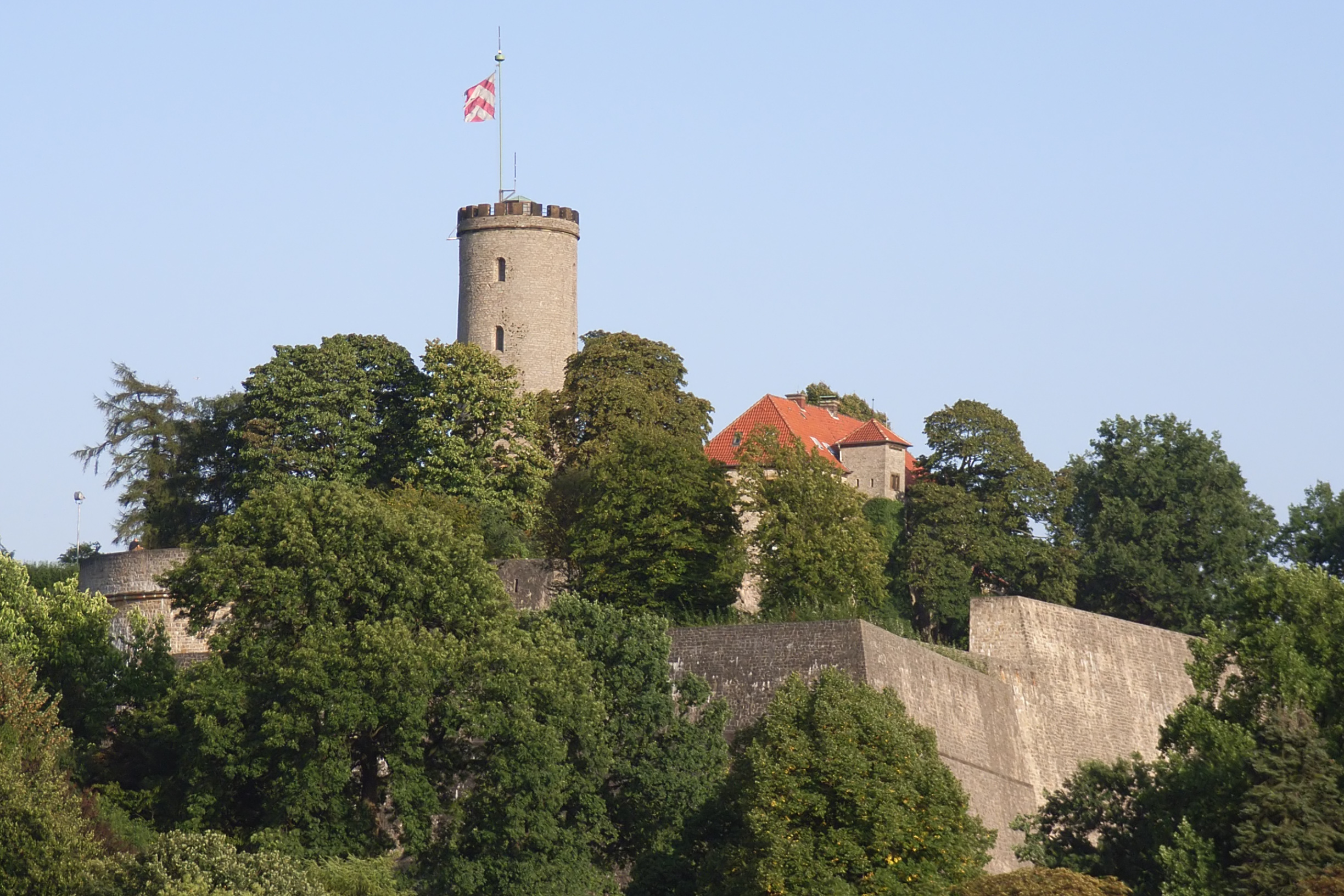
Sparrenburg

Wahrzeichen Bielefelds und des ganzen Ravensberger Landes ist die am Südrand des Stadtbezirks gelegene Sparrenburg.

### Parks

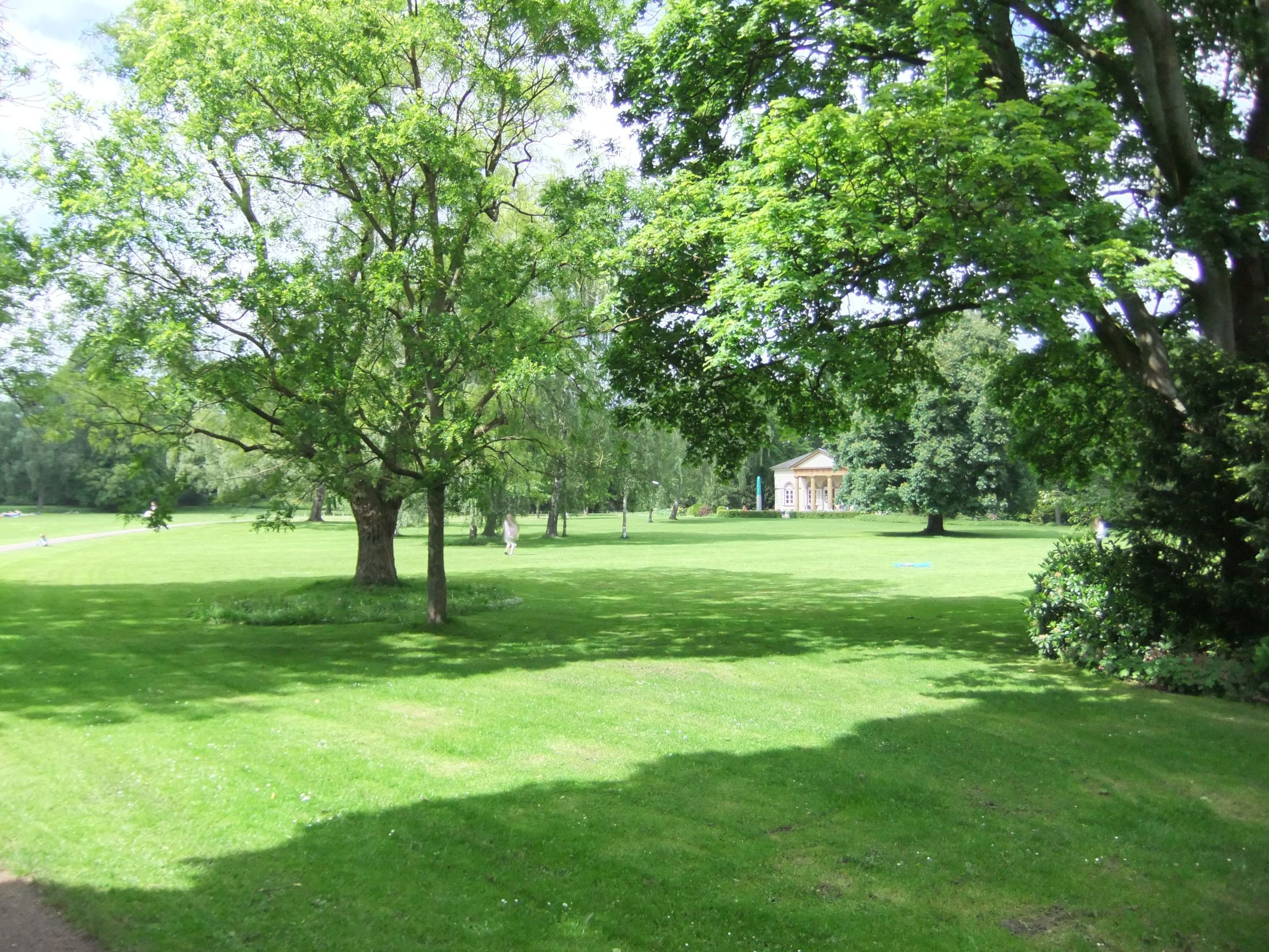
Nordpark

Der wichtigste Park in Bielefelds Mitte ist der Ravensberger Park, der mit dem Rochdale-Park eine Einheit bildet. Weitere Parkanlagen sind der Bürgerpark, der Nordpark, der Ostpark und der Nicolaifriedhof. Eine kleine Parkanlage (Park der Menschenrechte) ist 2004 durch die Freilegung der Lutter am Gymnasium am Waldhof entstanden. Der „Dr. Mildred Scheel Park“ liegt am Klinikum Mitte der Städtischen Kliniken.

### Sport

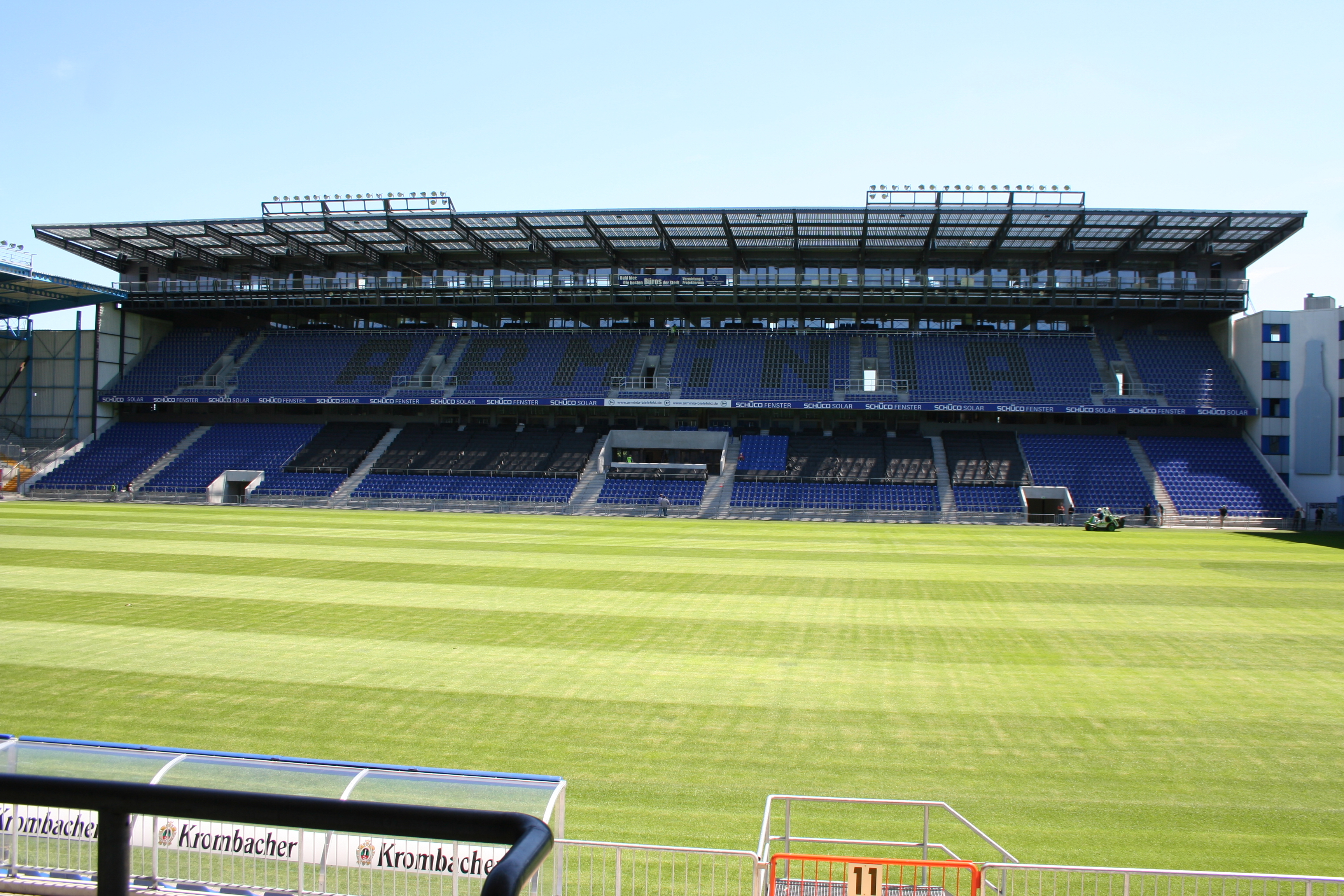
SchücoArena

Die beiden größten Bielefelder Fußballstadien liegen im Stadtbezirk Mitte. Das größte ist die SchücoArena, im Volksmund traditionell Alm genannt, und verfügt über 26.515 Plätze. Hier spielt der DSC Arminia Bielefeld. Die Arminia gehört momentan der 3. Bundesliga an. Das zweitgrößte Stadion mit über 12.000 Zuschauerplätzen ist das Stadion Rußheide, in dem der VfB Fichte Bielefeld, die Bielefeld Bulldogs, sowie die zweite Mannschaft der Arminia spielen.
Im neuen Bahnhofsviertel direkt hinter dem Hauptbahnhof liegt das Erlebnisbad „Ishara“. In der Nähe der Ravensberger Spinnerei liegt das städtische Freibad „Wiesenbad“, dass zugleich auch das größte Freibad Bielefelds ist und als einziges einen Sprungturm mit einer 10 Meter-Plattform besitzt.
Nahe der östlichen Stadtbezirksgrenze zu Heepen liegt die in den 1950er-Jahren erbaute Radrennbahn Bielefeld.
Hinzu kommen die diversen Hallen und Gymnastikräume der Schulen im Stadtbezirk, so die Dreifachhalle „Heeper Fichten“ und die Zweifachhalle der Volkeningschule.

### Vereine
Zahlreiche kulturelle Einrichtungen und Vereine sind im Stadtbezirk Mitte tätig. Dazu zählen unter anderem:
- Bielefelder Jugendring (BJR)
- Pfadfinderstamm „Liebfrauen“ in der Deutschen Pfadfinderschaft Sankt Georg (dpsg)
- Bund der Deutschen Katholischen Jugend – Stadtverband Bielefeld (BDKJ)
- Katholische Kaufmännische Vereinigung (KKV)
- Offene Ateliers Bielefeld e. V.
- Theater- und Konzertfreunde Bielefeld e. V.

### Regelmäßige Veranstaltungen
Die wichtigsten Veranstaltungen in Bielefelds Mitte sind der Leinewebermarkt, das Sparrenburgfest und der Hermannslauf.
Weitere inzwischen regelmäßig stattfindende Veranstaltungen sind der Weinmarkt im Innenstadtbereich und die Autoausstellung „La Strada“ in der Altstadt.

## Wirtschaft und Infrastruktur

### Verkehr
→ Siehe auch: Nahverkehr in Bielefeld

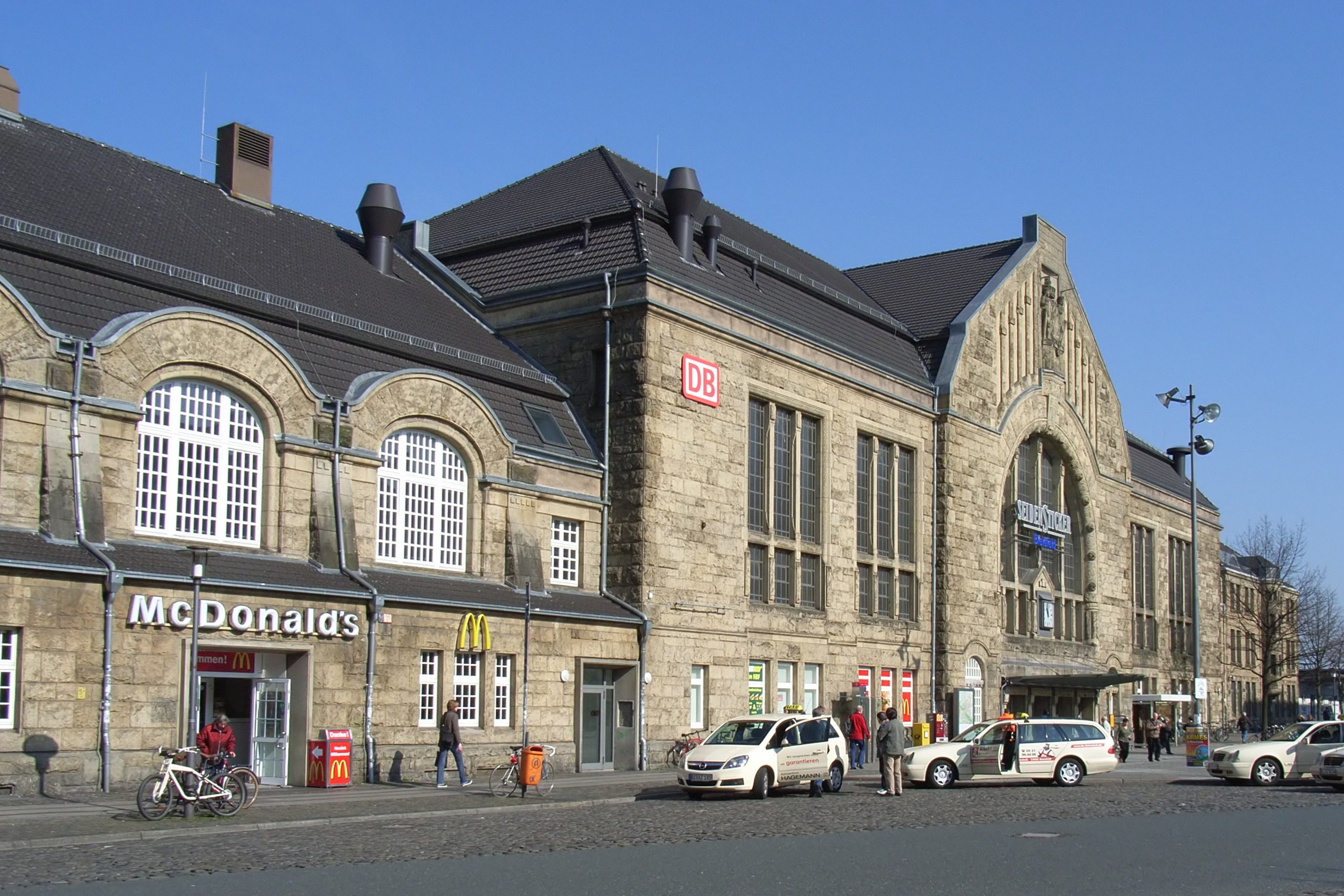
Hauptbahnhof

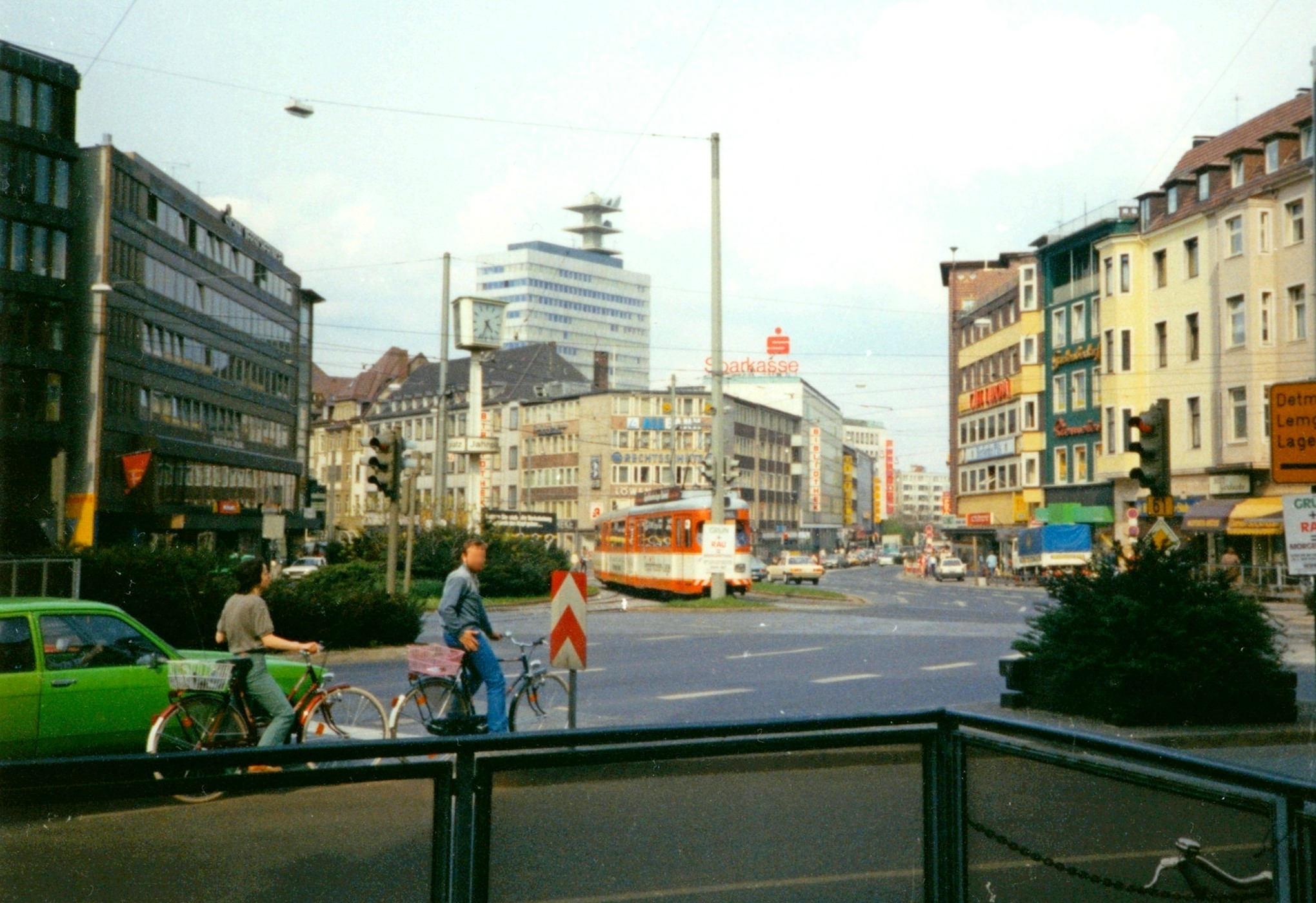
Der Jahnplatz 1985 mit Straßenbahn

Die Detmolder Straße als Teil der B 66 verbindet die Bielefelder Innenstadt direkt mit der etwa sieben Kilometer östlich gelegenen Abfahrt „Bielefeld Zentrum“ der A 2 Dortmund–Hannover.
Der Ostwestfalendamm als autobahnartig ausgebautes Teilstück der B 61 Hamm–Minden ist die wichtigste Nord-Süd-Achse Bielefelds. Seine Bedeutung stieg noch mit der Fertigstellung der A 33, womit die zeitweise stark befahrene Detmolder Straße entlastet und eine kreuzungsfreie Autobahnverbindung zum Industrie- und Gewerbegebiet an der Eckendorfer Straße ermöglicht wird.
Im Stadtbezirk liegen die beiden Knotenpunkte des öffentlichen Personenverkehrs, der Bielefelder Hauptbahnhof und der Jahnplatz. Ein weiterer Bahnhaltepunkt ist Bielefeld Ost an der Bahnstrecke nach Lemgo.
Die vier Linien der Stadtbahn Bielefeld verlaufen zwischen Rathaus und Hauptbahnhof gebündelt, um dann in sieben Richtungen für eine schnelle Anbindung der von ihnen bedienten Stadtteile an das Stadtzentrum zu sorgen. Der von der größten U-Bahn-Haltestelle „Hauptbahnhof“ nur eine Stadtbahnstation entfernte Jahnplatz ist zentraler Umsteigepunkt für die Stadtbusse in alle Richtungen und Treffpunkt der Nachtbus-Linien. Bis zur Inbetriebnahme des Innenstadttunnels der Stadtbahn 1991 fuhren Straßenbahnen vom Jahnplatz über die Herforder Straße zum Bahnhofsplatz.
Direkt am Hauptbahnhof betreiben der ADFC und moBiel eine große Fahrradstation.

### Unternehmen
Zu den im Stadtbezirk vertretenen Unternehmen gehören Seidensticker, Dr. Oetker, Schüco, Benteler, Claas Guss und Miele. Weithin sichtbar ist das Hochhaus H1 (die ehemalige Niederlassung der Deutschen Telekom) nahe dem Kesselbrink.

### Medien
In der Lortzingstraße befindet sich das Landesstudio Bielefeld des Westdeutschen Rundfunks. Die Regionalprogramme für Ostwestfalen-Lippe werden hier produziert. Radio Bielefeld, das Lokalradio für die Stadt Bielefeld, ist ebenso im Stadtbezirk Mitte ansässig wie der Offene TV-Kanal Bielefeld

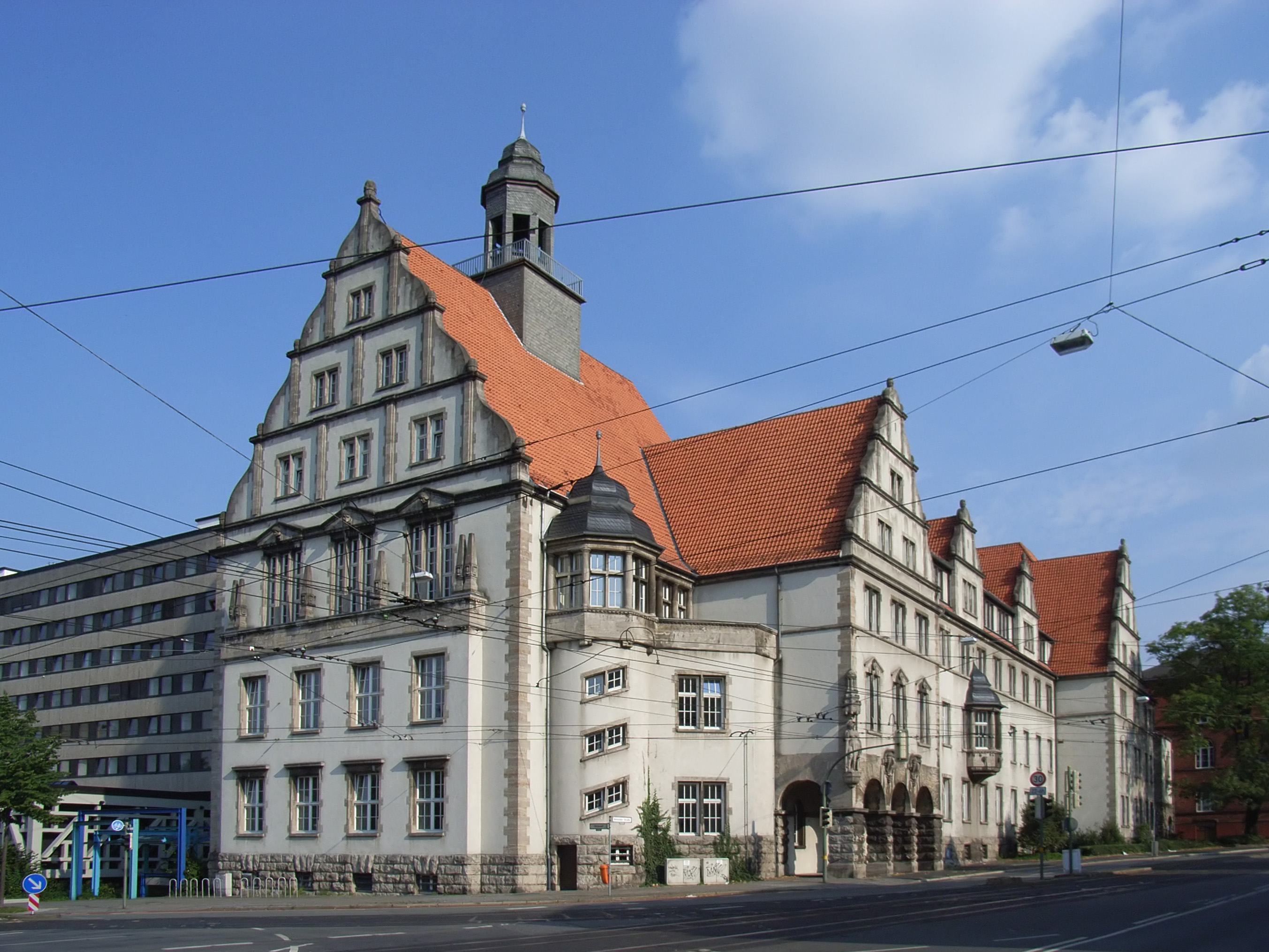
Landgericht

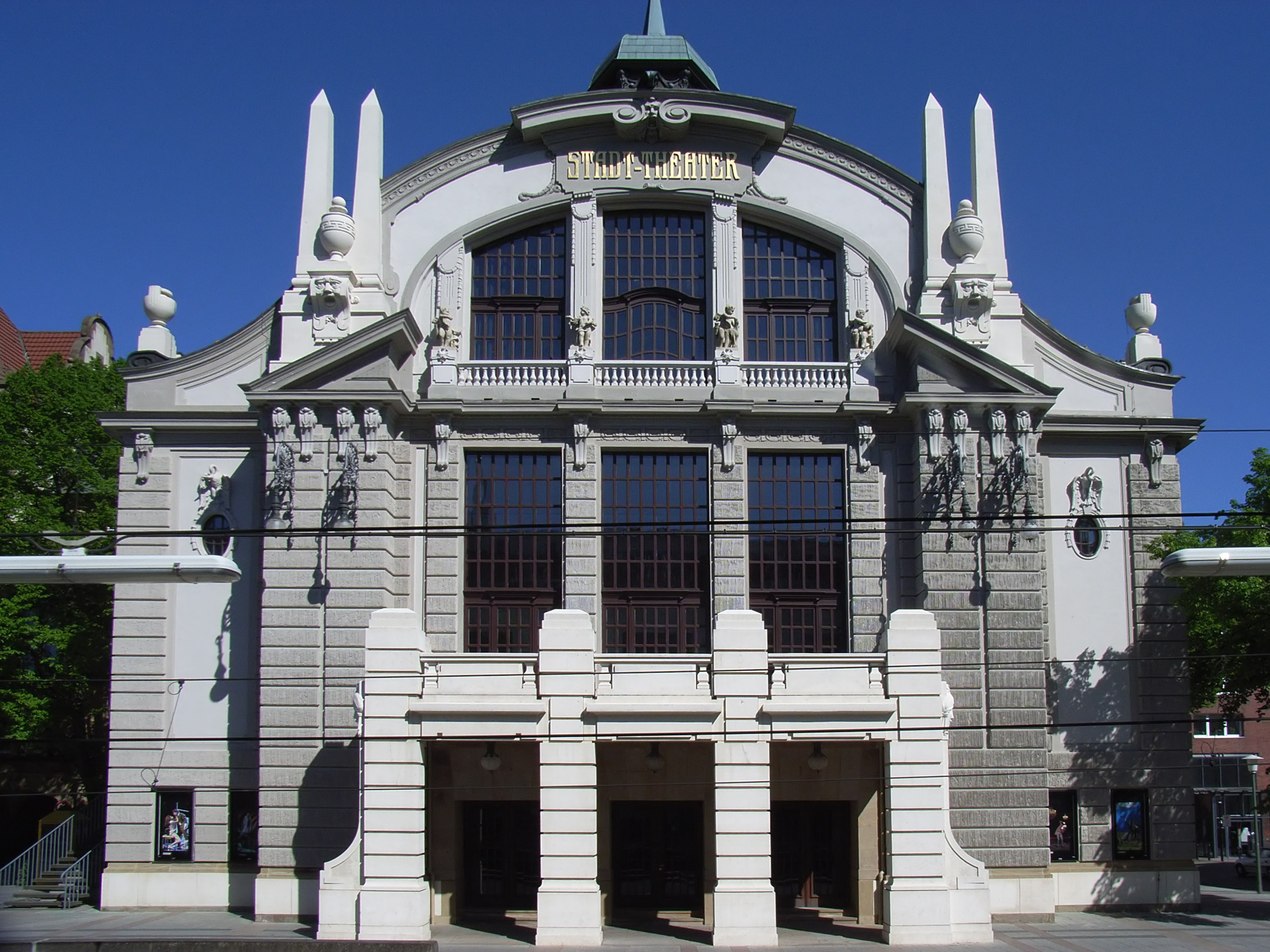
Theater

### Öffentliche Einrichtungen
Ein eigenes Bezirksamt ist wegen der großen Nähe aller städtischen Ämter und Einrichtungen nicht eingerichtet. Weitere staatliche Ämter und Justizbehörden sind im Stadtbezirk Mitte ansässig, so das Hauptzollamt, das Finanz- und Finanzbauamt, das Bundesvermögensamt, das Staatliche Umweltamt, das Landgericht Bielefeld, das Amtsgericht Bielefeld und das Arbeitsgericht Bielefeld.
Im Stadtbezirk liegen zwei Krankenhäuser. Das Klinikum Mitte der Städtischen Kliniken Bielefeld befindet sich an der Teutoburger Straße. Ihm angeschlossen sind eine Krankenpflegeschule und eine Weiterbildungsstätte der Zentralen Akademie für Berufe im Gesundheitswesen sowie eine MTA-Schule. Das katholische Franziskus Hospital, im Volksmund Klösterchen genannt, befindet sich im Westen des Stadtbezirks an der Stapenhorststraße, ist Lehrkrankenhaus der Medizinischen Hochschule Hannover und betreibt ebenfalls ein Bildungszentrum für Berufe im Gesundheitswesen.
Wichtige Veranstaltungsorte im Stadtbezirk Mitte sind die Bielefelder Stadthalle, die Rudolf-Oetker-Halle und die 1993 eröffnete Seidensticker Halle für Konzerte und Sportveranstaltungen wie Hallenfußball und Handball. Auch die alte Ravensberger Spinnerei, der Lokschuppen, der Jazzclub und der Bunker Ulmenwall sind als Konzertstätten von Bedeutung.
Im Stadtbezirk gibt es acht Alten- und Pflegeheime. Das Evangelische Johanneswerk betreibt das Marienstift, das Lutherstift und das Perthes-Haus. In katholischer Trägerschaft befinden sich die Altenheime St. Josef und St. Laurentius. Das Deutsche Rote Kreuz trägt das Martha-Stapenhorst-Heim und die Arbeiterwohlfahrt das Wilhelm-Augusta-Stift. Daneben besteht noch das „Ravensberger Seniorenzentrum“.
Einheiten der Britischen Streitkräfte in Deutschland waren bis Anfang 2020 in den „Rochdale Barracks“ genannten Kaserne stationiert, ein neues Nutzungskonzept wird derzeit erarbeitet.

### Bildung

#### Hochschulen
Der Fachbereich Gestaltung der im Stadtbezirk Dornberg ansässigen Hochschule Bielefeld liegt im Stadtbezirk Mitte.
Außerdem befindet sich der Hochschulcampus der Fachhochschule des Mittelstands (FHM) mit seinen sechs Fachbereichen im Zentrum von Bielefeld.
- FB Wirtschaft
- FB Medien & Kommunikation
- FB Pädagogik & Soziales
- FB Technologie
- FB Psychologie
- FB Sport, Gesundheit & Ernährung

#### Schulen

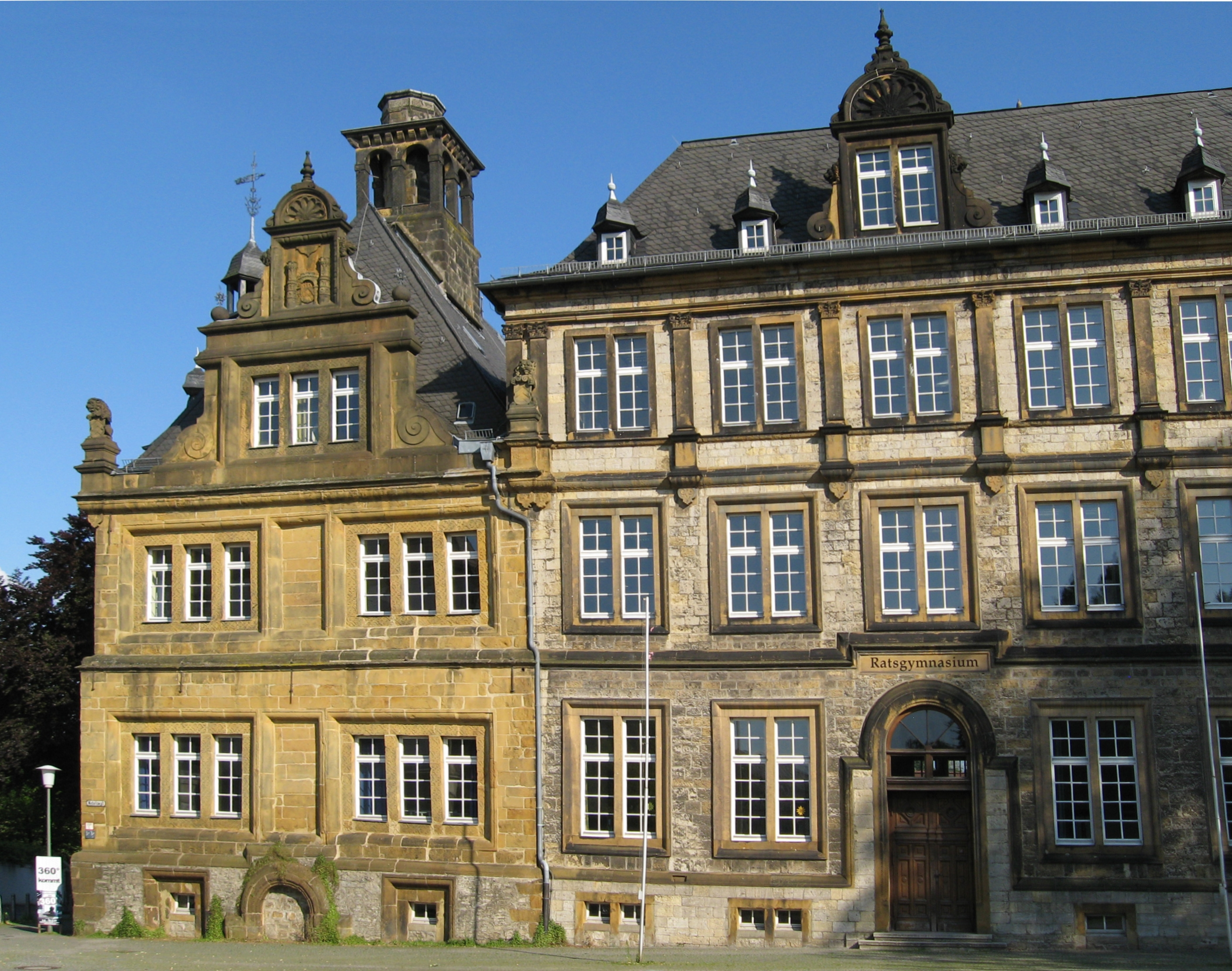
Ratsgymnasium

Die älteste Schule im Bielefelder Zentrum ist das 1558 gegründete Ratsgymnasium. Das Gebäude des Ratsgymnasiums ist ein historisches Baudenkmal und begrenzt den Skulpturenpark der Kunsthalle Bielefeld nach Osten. Hinzu kommen mit dem Ceciliengymnasium, dem Gymnasium am Waldhof, dem Helmholtz-Gymnasium und dem Max-Planck-Gymnasium vier weitere Gymnasien sowie mit der Bosseschule, der Gertrud-Bäumer-Schule, der Kuhloschule und der Luisenschule in städtischer Trägerschaft vier Realschulen. Ergänzt wird das Bildungsangebot des Sekundarstufenbereiches durch die beiden Gesamtschulen in Schildesche und Stieghorst sowie die Sekundarschule Königsbrügge. Die Primarstufe decken neun Grundschulen ab.
Förderschulen im Stadtbezirk sind die
Opticus Schule, LWL-Förderschule, Förderschwerpunkt Sehen, die Westenkampschule LWL-Förderschule, Förderschwerpunkt Hören und Kommunikation und die Ravensberger Schule LWL-Förderschule, Förderschwerpunkt Sprache (Sek. I).
Zusätzlich gibt es noch einige Private- sowie Russische und Griechische Schulen in Bielefelder Stadtgebiet.
Im Stadtbezirk gibt es vier berufsbildende Schulen, diese sind die drei Carl-Severing-Berufskollegs sowie das Maria-Stemme-Berufskolleg der Stadt Bielefeld, und zwar für Bekleidungstechnik, Biotechnik, Hauswirtschaft und Soziales, für Handwerk und Technik, für Metall- und Elektrotechnik sowie für Wirtschaft und Verwaltung.
Das Westfalenkolleg Bielefeld als staatliches Institut zur Erlangung der Hochschulreife liegt ebenso im Stadtbezirk wie das Abendgymnasium und die Abendrealschule, die zusammen das Weiterbildungskolleg der Stadt Bielefeld bilden.